# Tumbeln
Das Tumbeln (auch: Poltern; englisch to tumble ‚sich hin- und herwälzen‘) ist eine mechanische Behandlung von Fleisch, die ihm eine zartere Struktur verleiht. Zusätzlich wird durch den Austritt von Muskeleiweiß das Wasserbindungsvermögen erhöht und das Verkleben von Fleischstücken beim Garen begünstigt.
Das Tumbeln wird vor allem bei der industriellen Herstellung von Kochschinken und Formfleisch eingesetzt. Dazu wird das Fleisch nach dem Pökeln  – unterbrochen von Ruhephasen – wiederholt in großen Trommeln (ähnlich denen von Waschmaschinen) bei niedriger Temperatur für mehrere Stunden herumgewälzt.